# Armia Katolicka i Królewska

Chorągiew Katolickiej i Królewskiej Armii Wandei

Armia Katolicka i Królewska (fr. Armée catholique et royale) – nazwa powstańczej armii walczącej we Francji w okresie rewolucji w latach 1793–1799 przeciwko władzom rewolucyjnym.
Organizowana była od czasu wybuchu pierwszego powstania wandejskiego dnia 7 marca 1793. Braki w uzbrojeniu i wyszkoleniu powstańcy nadrabiali wysokim morale. Według źródeł wielu miało na piersiach zawieszony krzyż lub obrazek Najświętszego Serca Jezusowego, do kurty przypinano wyhaftowane na kawałku płótna czerwone serce z napisem Bóg i Król. Po połączeniu oddziałów Górnej Wandei armia liczyła około 40 tysięcy pieszych i 1200 konnych ochotników. Do głównych dowódców Armii należeli: Jacques Cathelineau, Charles de Bonchamps, Maurice d’Elbée, Louis-Marie de Lescure, Henri de la Rochejaquelein, François de Charette, Jean-Nicolas Stofflet. W opinii historyków katolickich, w Wandei po stronie ludności tego regionu w obronie chrześcijaństwa i ustroju monarchistycznego walczyły resztki królewskiej armii. 
W latach 1793–1799 w Wandei i prowincjach zachodnich 200 razy zdobywano i odbijano miasta, stoczono 700 mniejszych walk i 17 wielkich regularnych bitew. Armia w różnych okresach utrzymywała od 70 do 75 tysięcy ludzi pod bronią. Zwyciężyła lub rozproszyła około 300 tysięcy żołnierzy z regularnych oddziałów oraz 600–700 tysięcy dokonujących rekwizycji i gwardzistów narodowych. Zdobyła 500 armat i przeszło 150 tysięcy strzelb. Większość powstańców stanowili chłopi. Dlatego po zwycięstwie, jakim było zdobycie 18 czerwca 1793 Angers, zamiast ruszyć na Paryż, Armia rozproszyła się, a powstańcy wrócili do gospodarstw na żniwa. Ostateczną klęskę Wielka Armia Katolicka i Królewska poniosła 23 grudnia 1793 w bitwie pod Savenay. Życie straciło tam większość jej dowódców.

Generał François-Joseph Westermann pisał z pola bitwy Savenay do władz: 

Wandea już nie istnieje! Dzięki naszej wolnej szabli umarła wraz ze swoimi kobietami i dziećmi. Skończyłem grzebać całe miasto w lasach i bagnach Savenay. Wykorzystując dane mi uprawnienia, dzieci rozdeptałem końmi i wymordowałem kobiety, aby nie mogły rodzić więcej bandytów. Nie żal mi ani jednego więźnia. Trupy zaścielają drogi, miejscami jest ich tyle, że tworzą piramidy. Zniszczyłem wszystkich, nie bierzemy jeńców. Litość nie jest rewolucyjną sprawą!

Liczba poległych powstańców jest trudna do ustalenia. Niektórzy historycy szacują ją na kilkaset tysięcy. Warto zacytować Charles’a de Bonchampsa, na łożu śmierci: 

Nie walczyłem dla ludzkiej chwały. Jeśli nie zdołałem przywrócić ołtarzy i tronu, to ich przynajmniej broniłem. Służyłem memu Bogu, memu królowi i mej ojczyźnie.